# Tasziló
A Tasziló olasz eredetű férfinév, az ismeretlen eredetű Tasso név becéző alakja.

## Gyakorisága
Az 1990-es években szórványos név, a 2000-es években nem szerepel a 100 leggyakoribb férfinév között.

## Névnapok
- január 11.[2]
- október 11.[2]

## Híres Taszilók
- Festetics Tasziló herceg, nagybirtokos
- Tasziló – viccfigura az 1930-as évekből (Arisztid és Tasziló viccek)
- I. Tasziló bajor király 591–610
- II. Tasziló bajor herceg
- II. Tasziló Passau hercege, 716–719